# Haakon Magnusson di Norvegia
Haakon Magnusson (1068 – febbraio 1095) detto Toresfostre (in norreno Þórisfóstra, cioè "figlio adottivo di Tore", dal nome di suo padre adottivo Tore på Steig di Gudbrandsdalen) è stato re di Norvegia dal 1093 al 1094.
Nel 1090, intraprese una spedizione vichinga, che, procedendo verso nord, raggiunse Bjarmaland, una regione attualmente situata in Russia, vicino al confine con la provincia finlandese della Lapponia.